# 松山湿原

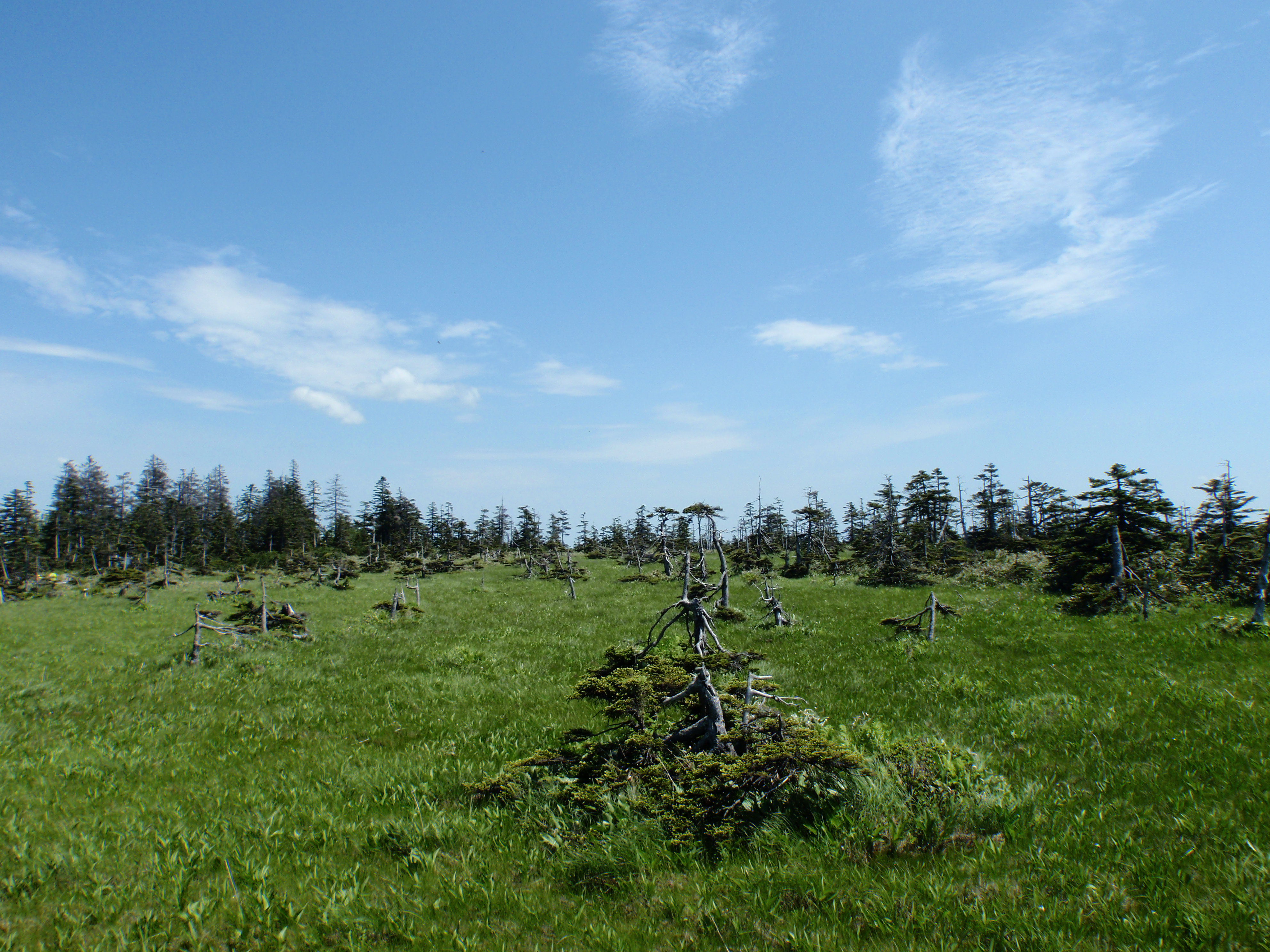
松山湿原

松山湿原（まつやましつげん）は、北海道上川総合振興局管内中川郡美深町にある湿原である。びふか松山湿原ともいう。
日本最北の高層湿原で、北海道の道北・北見山地ピヤシリ山系に属す。標高797メートルにあり、広さは約25ヘクタール。 1975年に北海道自然環境保全地域に指定されている。また、南に位置するオホーツク総合振興局管内紋別郡雄武町のピヤシリ湿原とともに日本の重要湿地500のひとつとして選定されている。

## 位置
北緯44度29分59秒 東経142度35分55秒 / 北緯44.49972度 東経142.59861度

## 植生
高山性の植物が群落を成す。また、矮性アカエゾマツやハイマツが分布する。こうした特質が北海道自然環境保全地域への指定理由となっている。
湿原域内ではコケ植物15種、シダ植物20種、双子葉植物139種、単子葉植物22種及びラン科3種など合計199種の植物が確認されており、例としては次のようなものがある。
- ワタミズゴケ
- ムラサキミズゴケ
- イソツツジ
- ショウジョウバカマ
- ミネハリイ
- ワタスゲ
- ミツバオウレン
- モウセンゴケ
- ツルコケモモ
- ヒメシャクナゲ
- ヤチスゲ

## 動物
トンボ類が豊富である。

## 湖沼

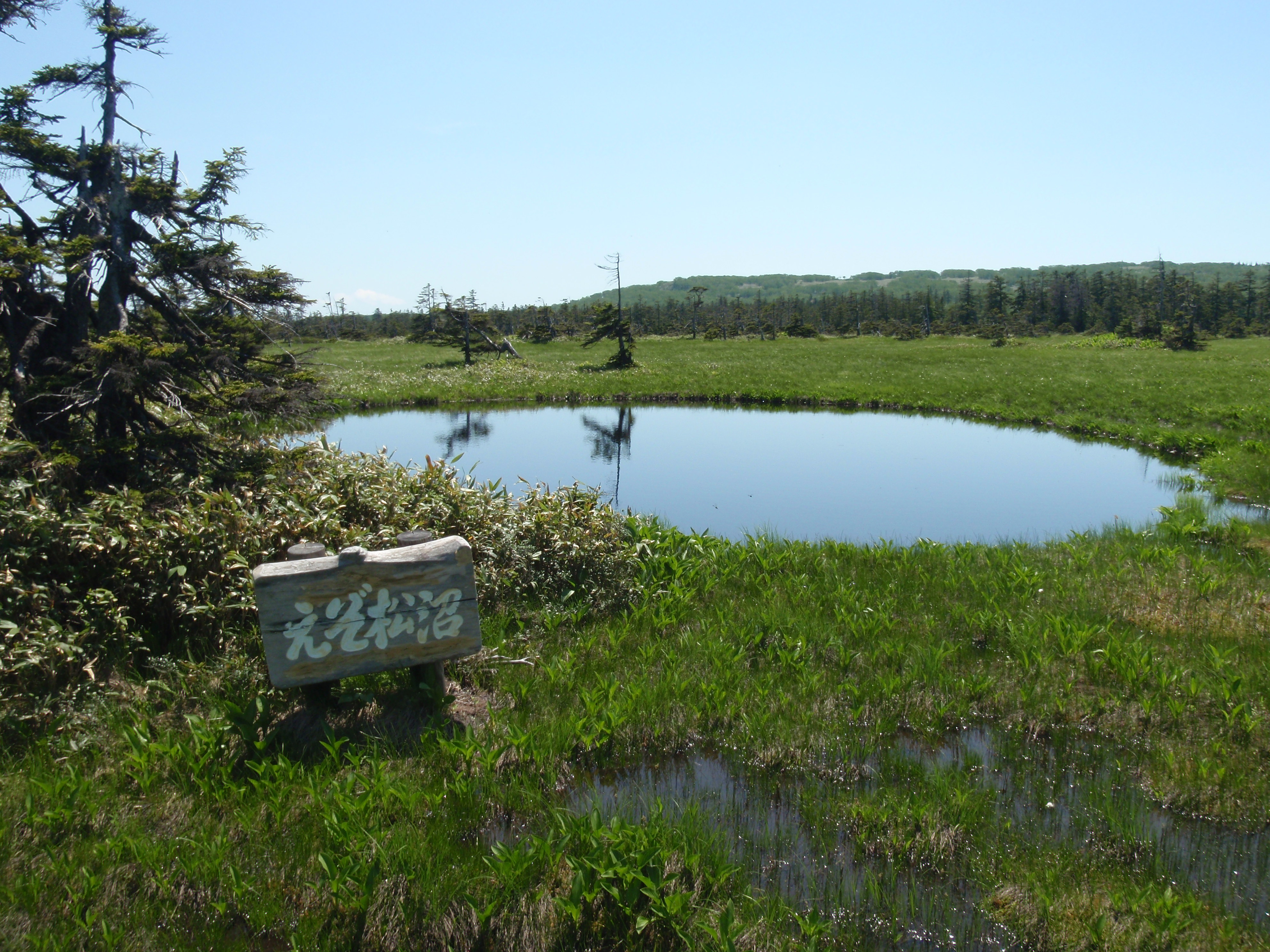
えぞ松沼

天竜沼駐車場から山頂付近まで登山道で片道約900メートル。湿原内には、えぞ松沼、はい松沼、つつじ沼の3つの沼がある。

## 登山道付近
登山道付近には、雨霧の滝、女神の滝、天竜沼等が点在する。次のような植物が確認できる。
- ゴゼンタチバナ
- ニリンソウ
- ツバメオモト
- サンカヨウ
- エゾワザビ
- ヒメイチゲ
- マイヅルソウ
- ツルネコノメソウ

## アクセスと観光

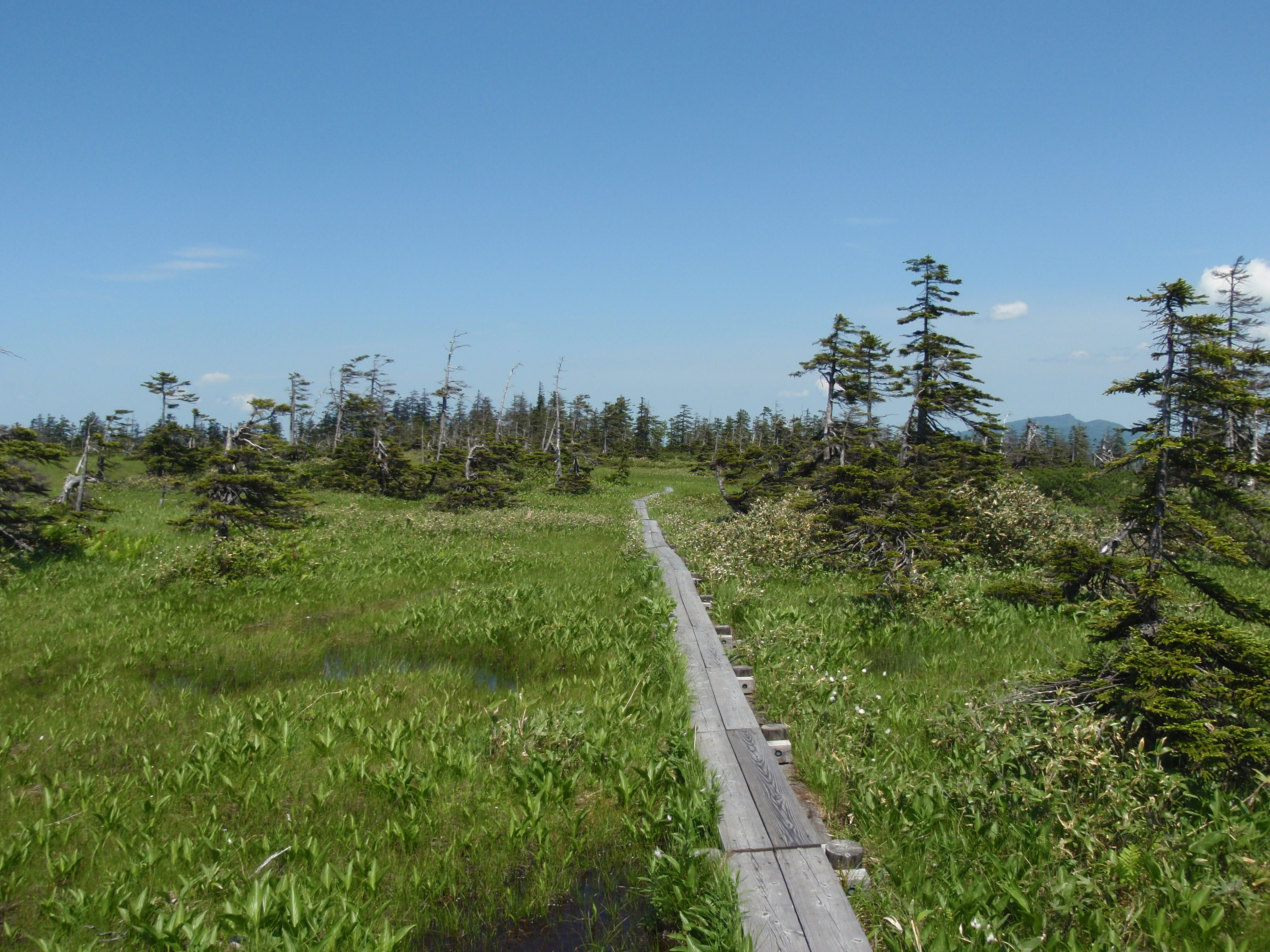
湿原内に整備された木道歩道

入山期間は6月中旬頃から10月中旬頃とされる。宗谷本線美深駅から北海道道49号美深雄武線を仁宇布・松山峠方面へ30キロ弱で松山湿原の案内所である。駐車場がある天竜沼までは同道から自動車でアクセス可能である。入口に近い美深町仁宇布地区へは名士バスが運行されている。
松山湿原の近辺をはじめとして美深町、雄武町などは、人気観光ルートから外れており、観光客向けに大規模に開発されているようなこともなく、松山湿原は秘境と呼ばれることもある。近隣の観光地としてはトロッコ王国美深や高広の滝などがある。
松山湿原は、美深町の主要観光資源の一つである。松山湿原の入口に近い市街地の仁宇布には、国鉄美幸線（1985年廃止）の終着駅・仁宇布駅があり、宗谷本線から鉄路が通じていた。美幸線は、日本全国の国鉄路線の中で最悪の営業係数値を計上した路線で、美深町長長谷部秀見は、美幸線の存続運動の中で、日本一の赤字線美幸線にのって秘境松山湿原へ行こうと唱えたこともあったが、甲斐なく1985年（昭和60年）に全線廃止された。現在は、仁宇布までは美幸線代替バスがあるが、その先松山湿原への公共交通機関はない。